# Hiresindogi, Koppal
Hiresindogi là một làng thuộc tehsil Koppal, huyện Koppal, bang Karnataka, Ấn Độ.